# Liceo scientifico Galileo Ferraris
Il Liceo Scientifico Galileo Ferraris (noto anche come Galfer), è un liceo scientifico di Torino. Istituito nel 1923, è il più antico liceo scientifico di Torino, nonché uno dei più rinomati.

## Storia
Il liceo scientifico fu istituito nel 1923 con la riforma Gentile, che contestualmente, soppresse il liceo moderno e la sezione fisico-matematica del Regio Istituto Tecnico. Torino fu scelta, insieme ad altri trentasei capoluoghi di provincia, come sede di un liceo scientifico; la presenza di una tale istituzione scolastica in un centro come Torino, sede di uno dei più importanti politecnici d'Italia e città prevalentemente industriale, rese da subito il liceo scientifico un'istituzione scolastica di grande rilevanza. Il 1º ottobre 1923 fu istituito il "Regio liceo scientifico di Torino", intitolato il 9 marzo 1924 al nome dello scienziato italiano Galileo Ferraris. 
Nel corso degli anni il liceo è stato trasferito in varie sedi prima di arrivare all'ubicazione attuale. Negli anni del regime fascista il liceo aderì con «indifferenza» all'applicazione delle direttive centrali, soprattutto riguardo alle leggi razziali. Durante la resistenza fu invece attivo tramite un comitato scolastico del locale C.L.N., costituito ai primi di febbraio del 1945 dai professori A. Barolo (lettere), A. Verson (matematica e fisica), A. Del Noce e A. Galvano (storia e filosofia): ad un iniziale atteggiamento di prudenza da parte di studenti e dipendenti, in seguito all'arresto dello studente della terza B Luigi Odifreddi, successe una maggior adesione.

## Sede

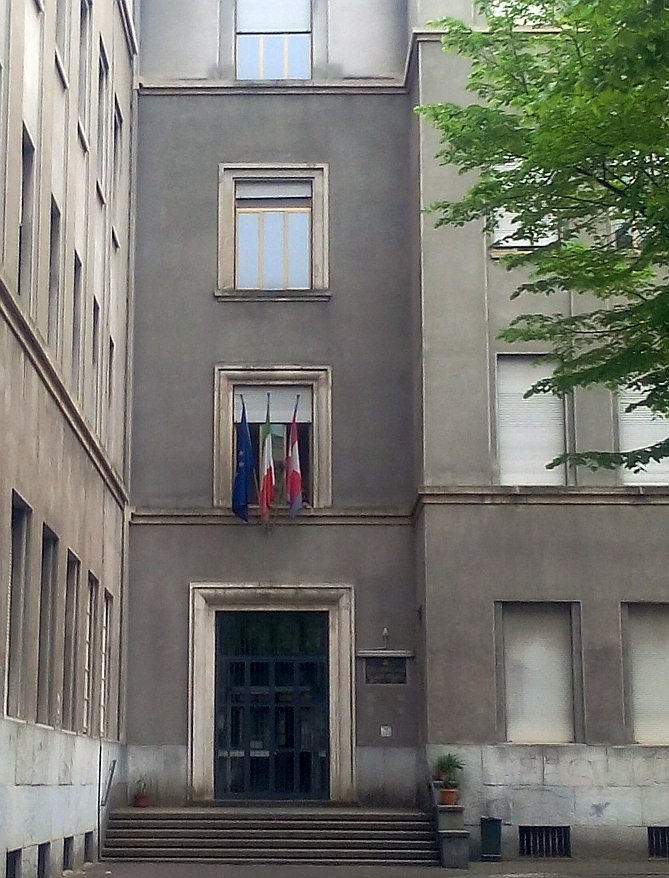
L'ingresso di corso Montevecchio

La scuola ha avuto varie sedi prima di trovare la sua locazione definitiva.
- Via Davide Bertolotti (1923-1926): la prima sede del liceo fu negli edifici che accoglievano la dismessa "Regia Scuola normale Margherita di Savoia", di fronte alla Casa dei Lavoratori.
- Via Verdi (1926-1943/1945-1954): la seconda sede del liceo fu in un'ala di un complesso scolastico appositamente costruito dalla città, il quale ospitava anche il Regio Liceo Ginnasio Gioberti (attuale unico destinatario del complesso) e la R. Scuola complementare Lagrange. Nel 1938, con l'aggiunta di un terzo corso, e con l'aumento a trenta classi secondo i nuovi regolamenti scolastici i locali cominciarono ad essere limitati per il numero di studenti iscritti, dovendo condividere alcune aule col liceo Gioberti e dividere le lezioni in diversi turni. La sede fu momentaneamente abbandonata in seguito ai danneggiamenti ricevuti durante i bombardamenti, ma appena possibile, ossia nell'estate del 1945, le lezioni ripresero nelle aule racconciate.
- Via Parini (1943-1945): l'istituto, a seguito dei danneggiamenti dovuti ai bombardamenti dei locali della sede di via Verdi, venne trasferito per due anni nei locali del Regio Liceo Ginnasio Massimo d'Azeglio. Le cinque aule concesse non erano però sufficienti ad ospitare tutti gli studenti che, nonostante lo sfollamento, erano comunque 340; il collegio dei docenti fu dunque costretto ad adottare «l'orario a giorni alternati»[7].
- Corso Montevecchio 67 (1954-attuale): fin dal 1938 vi fu necessità di maggiori spazi per accogliere tutti gli studenti iscritti. L'amministrazione provinciale, che aveva richieste anche da parte del Regio Istituto tecnico Sommeiller, progettò un edificio in corso Duca degli Abruzzi, al posto del dismesso Stadium, che potesse soddisfare le esigenze di entrambi gli istituti; i lavori però furono presto interrotti per gli eventi bellici in atto. Con la fine della guerra i lavori furono ripresi e, per proposta del professor Giuseppe Grosso, il progetto fu riadattato con un'ala interamente dedicata al liceo. Le prime lezioni nella sede di corso  R.Montevecchio si tennero il 1º ottobre 1954. La sede aveva trenta aule ordinarie, tre laboratori per le ore di fisica, scienze, arte (oggi riadattata a museo) con relativi gabinetti, un'aula a gradoni, una biblioteca, due palestre, e cinque locali per gli uffici. L'istituto, col tempo, ha acquisito una popolazione scolastica molto più ampia (circa 1500 studenti), al contrario dell'adiacente istituto tecnico, il quale ha progressivamente ceduto locali al liceo Ferraris. Nel 2021 il collegio docenti conta circa cento professori di ruolo.

## Il museo storico della fisica
Al terzo piano dell'istituto è stato creato il museo storico della fisica, creato grazie al recupero di tutti quegli strumenti di grande valore storico che, nel corso degli anni, si erano accumulati nei depositi della scuola. Il museo è stato realizzato dal 2009 al 2011, in correlazione con le celebrazioni del 150° dell'Unità d'Italia, a cura di studenti e docenti. Il museo raccoglie numerosi strumenti, tutti restaurati e funzionanti. Il Museo comprende 7 sezioni: elettromagnetismo, ottica, tubi elettronici, termodinamica, meccanica, strumenti di misura e acustica. A queste si aggiunge un'esposizione di apparecchiature elettriche (generatori di frequenze, decadi di resistenze, generatori, impendenze) e di vetrerie di pregio. Per l'occasione sulla parete dell'aula è stato realizzato un murales il cui soggetto spazia dalla fisica di Galileo a quella di Einstein, attraverso le traiettorie descritte da particelle elementari in un rivelatore del CERN. Dal sito della scuola è possibile effetture un tour virtuale nel Museo storico e negli altri spazi del liceo.